# Empoasca cisnora
Empoasca cisnora är en insektsart som beskrevs av Langlitz 1964. Empoasca cisnora ingår i släktet Empoasca och familjen dvärgstritar. Inga underarter finns listade i Catalogue of Life.